# Beiqi Wuchengdi
Beiqi Wuchengdi of  (persoonlijke naam) Gao Zhan  (Chinees: 高湛) (537-569) was keizer van China van de Noordelijke Qi-dynastie.
Gao Zhan was een jongere broer van de voorgaande keizer Beiqi Xiaozhaodi. Hij hield van feesten en muziek, staatszaken interesseerden hem niet. Bij het plots overlijden van zijn broer werd hij tot keizer gekroond. Hij gaf de leiding van het land in handen van He Shikai en Zu Ting.
Gao Zahn gaf veel belang aan astrologie. In de zomer van 564 waren er astrologische tekenen, die een ongeluk voor de keizer voorspelden. Keizer Wucheng dacht erover om dat ongeluk op zijn neef, de zoon van de vorige keizer, Gao Bainian, af te wentelen en liet hem onthoofden. In 565 liet hij zich overhalen om af te treden en zijn achtjarige zoon Gao Wei tot keizer te kronen.
Gao Zahn werd meer en meer paranoïde. Niemand was veilig voor marteling of executie. In 568 werd hij ziek en stierf op 31-jarige leeftijd.